# El arte de morir
El arte de morir. Un viaje a otra parte (en inglés The Art of Dying. A Journey to Elsewhere) es una obra de 2008 escrita por el neuropsiquiatra y neurofisiólogo Peter Fenwick, conocido internacionalmente por sus estudios sobre la epilepsia y por sus investigaciones de las experiencias cercanas a la muerte, y su mujer Elizabeth Fenwick, autora de varios libros sobre salud, problemas familiares, embarazos y cuidados infantiles, y dedicada durante años a la asistencia psicológica de enfermos terminales.

## Sinopsis
La presente obra aporta documentación sobre el fenómeno del morir: visiones de los moribundos, que a menudo reciben «visitas» de familiares o amigos ya fallecidos, sueños premonitorios o clarividentes, contactos telepáticos, coincidencias sincrónicas que aparentemente no guardan relación, o las experiencias que tienen algunos enfermos mientras están clínicamente muertos; en suma, un conjunto de vivencias que sugieren que el ser humano no es una criatura unidimensional y que la visión mecanicista del siglo XIX aún presente resulta restrictiva al considerar los estados ampliados de la mente como científicamente irrelevantes.